# Guise (rey de Maxorata)
Guise (también escrito Guize) fue el último monarca indígena del reino de Maxorata, en el norte de la isla de Fuerteventura (Canarias), en los inicios del siglo XV. Junto con Ayoze, rey del vecino reino de Jandía, representa la última autoridad aborigen de la isla antes de su incorporación al dominio europeo.

## Contexto histórico
En la época de la conquista de las Islas Canarias, Fuerteventura estaba dividida en dos territorios:
- Maxorata, al norte, bajo el gobierno de Guise.
- Jandía, al sur, gobernado por Ayoze.

Ambos reinos estaban separados por una muralla de piedras, llamada por algunos cronistas "la pared", "la muralla" o muro de piedra que recorría la isla de este a oeste.

## Conquista y rendición
La conquista de Fuerteventura fue iniciada por Jean de Béthencourt en 1402, como parte de su campaña en el archipiélago. En 1405, Guise accedió a rendirse sin oponer resistencia militar significativa. Fue bautizado el 18 de enero de 1405 con el nombre cristiano de Luis, una semana antes que Ayoze, quien adoptó el nombre de Alfonso. Ambos monarcas recibieron tierras y ciertas garantías bajo el nuevo dominio europeo.

## Características y simbolismo
Guise fue descrito en las crónicas como un hombre de gran fuerza y respetado por su liderazgo y por mantener la paz con el reino vecino de Jandía. Su decisión de rendirse sin violencia ha sido interpretada por algunos historiadores como una muestra de prudencia diplomática, en un momento en que los pueblos indígenas enfrentaban la inevitable expansión europea.

## Legado
- En el municipio de Betancuria se ubica el Mirador de Guise y Ayose, donde dos esculturas monumentales representan a ambos monarcas. La obra es del artista canario Emiliano Hernández.[3]